# Râul Oii
Râul Valea Oii este un curs de apă, afluent al râului Bahluieț.